# Grünscheitelamazilie
Die Grünscheitelamazilie (Ramosomyia viridifrons, Synonym: Amazilia viridifrons, Leucolia viridifrons) oder Grünstirnamazilie ist eine Vogelart aus der Familie der Kolibris (Trochilidae). Sie ist endemisch in Mexiko. Der Bestand wird von der IUCN als nicht gefährdet (Least Concern) eingeschätzt.

## Merkmale

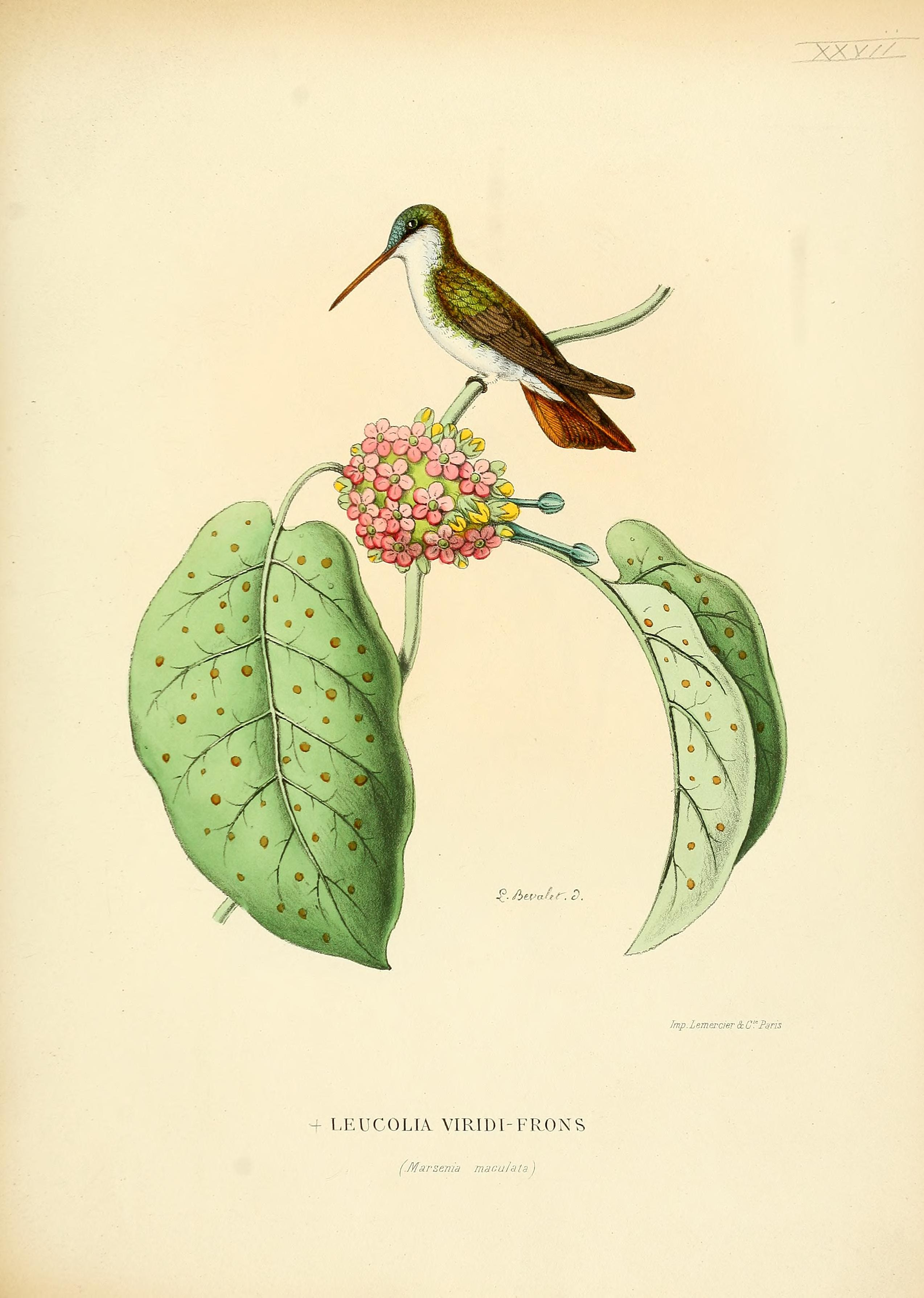
Grünscheitelamazilie illustriert von Louis Victor Bevalet

Die Grünscheitelamazilie erreicht eine Körperlänge von etwa 10 bis 11,5 cm bei einem Gewicht von 5,5 g. Der rotfleischliche gerade mittelgroße Schnabel des Männchens hat eine schwarze Spitze. Der Oberkopf ist dunkelfarbig, wirkt aus der Ferne schwärzlich, glitzert aber aus der Nähe ölig bis bläulich Grün. Der Nacken, das Rückengefieder und die Brustseiten sind smaragdgrün bis bronzegrün. Der Bürzel und die Oberschwanzdecken sind gräulich braun bis bronzefarben. Das Kinn, die Kehle und die Mitte des Bauchs sind weiß. Die bronzegrünen Flanken weisen manchmal blasse zimt- bis weinfarbene Flecken auf. Die Unterschwanzdecken sind weiß, wobei der mittlere Part oft ebenfalls von zimt- bis weinfarbenen Flecken durchzogen sind. Die Steuerfedern sind kupferfarben bis purpurn mit bronzegrünen Säumen. Die Weibchen haben einen dunkelgrünen Oberkopf. Der Schwanz zeigt weniger Kupfertönung und ist stattdessen bronze bis goldgrün gefärbt. Jungtiere haben blasse zimtfarbene Flecken auf der Unterseite und den Steuerfedern. Die Färbung des Oberkopfs männlicher Jungtiere ähnelt dem Aussehen der Weibchen.

## Verhalten und Ernährung
Ihren Nektar holen sie von den Blüten von Büschen und Bäumen der mittleren bis oberen Straten. Zu ihrer Nahrung gehören auch kleinere Insekten, die sie im Flug jagen.

## Lautäußerungen
Der Ruf besteht trockenen tschilpenden und schnatternden Tönen. Diese klingen ähnlich wie beim Blaukehl-Breitschnabelkolibri oder der Veilchenscheitelamazilie, doch geringfügig weicher als beim Blaukehl-Breitschnabelkolibri und etwas härter als bei der Veilchenscheitelamazilie.

## Verbreitung und Lebensraum

Verbreitungsgebiet der Grünscheitelamazilie

Die Grünscheitelamazilie lebt in gemäßigt feuchten bis halbfeuchten Gebieten, offenen Kiefer- und Eichenwäldern, Eichengebüsch und Dornenwäldern. Gelegentlich sind sie an den Rändern von feuchten Wäldern, Uferwaldungen, Parks und Gärten unterwegs. Während die Nominatform in Höhenlagen zwischen 730 und 1400 Meter vorkommt, ist die östliche Unterart auch in Höhenlagen bis 60 Meter zu finden.

## Fortpflanzung
Daten zu Nestbau- und Gonadenaktivitäten in Oaxaca weisen darauf hin, dass sie dort von Dezember bis Februar in Brutstimmung sind. In Chiapas ist dies zumindest von April bis Juni der Fall. Das kelchartige Nest besteht aus Pflanzenwolle und Flechten, die mit Spinnweben verbunden werden. Dieses bauen sich 2 bis 3 Meter über dem Boden. Das Gelege besteht aus zwei weißen Eiern, die oft wegen Regenauswaschungen in Verbindung mit Nestmaterial fleckig beschmutzt wirken. Die Eier werden durch das Weibchen ausgebrütet.

## Unterarten
Es sind zwei Unterarten bekannt:
- Ramosomyia viridifrons viridifrons (Elliot, DG, 1871)[3] kommt vom zentralen Guerrero bis in den Westen Oaxacas vor.
- Ramosomyia viridifrons villadai Peterson & Navarro, 2000[4] ist im Südosten Oaxacas und in Chiapas verbreitet. Die Unterart ist der Nominatform sehr ähnlich, doch sind die Säume und Flecken an den Flanken weniger ausgeprägt, was die Unterseite weißer wirken lässt. Dazu sind die Flügel und der Schwanz etwas länger, auch wenn es bei Maßen einen deutlichen Geschlechtsdimorphismus gibt. So haben Weibchen kürzere Flügel und Schwänze, dafür längere Schnäbel als die Männchen.[1]

Die Namen Cyanomyia guerrerensis Godman & Salvin, 1892, Uranomitra derneddei Simon, 1911 und Uranomitra atricapilla Simon, 1911 gelten heute als Synonyme zur Nominatform. Amazilia viridifrons rowleyi Howell, 1993, die als Mittelding aus Grünscheitelamazilie und Zimtflankenamazilie beschrieben wurde, ist wohl ein Synonym für die Zimtflankenamazilie.
Neueste genetische Untersuchungen zwischen Grünscheitelamazilie und Veilchenscheitelamazilie weisen darauf hin, dass Amazilia villadai entweder als eigene Art betrachtet werden muss oder die Grünscheitelamazilie aufgrund von Genfluss als Unterart der Veilchenscheitelamazilie zu betrachten ist.

## Migration
Die Grünscheitelamazilie gilt als Standvogel, der aber eine Tendenz zum Strichvogel zeigt. So kann man Zugbewegungen in den Höhenlagen beobachten, wenn sie z. B. nach der Brut in niedrige Höhenlagen wandern. Es wird vermutet, dass die Unterart A. v. villadai eventuell im äußersten Westen Guatemalas vorkommt.

## Etymologie und Forschungsgeschichte
Ursprünglich beschrieb Daniel Giraud Elliot die Grünscheitelamazilie unter dem Namen Cyanomyia viridifrons. Als Sammelort gab er das Distrikt Putla im Bundesstaat Oaxaca an. Im Jahr 1843 führte Lesson den neuen Gattungsnamen Amazilia für den Goldmaskenkolibri, den Streifenschwanzkolibri, die Zimtbauchamazilie (Syn.: Ornysmia cinnamomea), den Blaukehl-Sternkolibri (Syn.: Ornymia rufula) und die Longuemare-Sonnennymphe ein. Die Rostbauchamazilie (Amazilia amazilia) erwähnte er nicht. Dieser Name stammt aus einem Roman von Jean-François Marmontel, der in Les Incas, Ou La Destruction De L’empire Du Pérou von einer Inkaheldin namens Amazili berichtete. Erst später wurde auch die Grünscheitelamazilie der Gattung zugeschlagen. Der Artname ist ein Wortgebilde aus dem lateinischen »viridis, virere« für »grün, grün sein« und »frons, frontis« für »vorderer Oberkopf, Stirn«. Villadai ist Manuel María Villada Peimbert (1841–1924) gewidmet. Im März 2021 wurde die Grünscheitelamazilie der neu eingeführten Gattung Ramosomyia zugeordnet. Der Name ist dem mexikanischen Ornithologen und Umweltschützer Mario Alberto Ramos Olmos (1949–2006) gewidmet und um das griechische Wort »myia, myias μυια, μυιας« für »fliegen« erweitert.